# Underworld: Evolúció
Az Underworld: Evolúció (eredeti cím: Underworld: Evolution) 2006-ban bemutatott horrorfilm, a 2003-as Underworld közvetlen folytatása, kronológiailag a harmadik rész. Az események aznap éjjel kezdődnek, ahol az első véget ért. A filmet Magyarországon forgatták, és a történet szerint is itt játszódik.

## Történet
1202-ben valahol Magyarországon egy hadsereg három idősebb vámpír (Markus, Viktor és Amelia) vezetésével megérkezik egy vérfarkasok által pusztított faluba. Miután sok farkast megöltek, Viktor és Amelia elfogják a Markus testvérét, William Corvinust, az első és legerősebb vérfarkast. Markus ellenszegülése ellenére Viktor elrendeli William bebörtönözését egy titkos helyre örökre.
Napjainkban (épp az első film eseményei után), Selene egy biztonságos helyre viszi Michaelt, hogy vissza tudjon térni a vámpírok udvarházához és szembenézzen Kravennel. Tudja, hogy Kravennek szándékában áll megölni Markust és ezt meg kell, hogy állítsa. Azonban Markus már felébredt és kitör koporsójából és végez Kravennel miután megszerezte emlékeit.
Lorenz Macaro, egy idős tekintélyes ember, beküldi "Takarító" csapatát a farkasok odújába, hogy megvizsgálják a csata következményeit. Amikor Macaro megvizsgálja Viktor testét, egy fémlemezt találnak benne ami a lánya (Sonja) medáljához tartozott és ami most Selene birtokában van. Marcus számára ez valamiért nagyon fontos, ezért a vámpírlánynak kell megoldani ezt a rejtélyt. Selene emlékszik arra, hogy ő már látta a medált gyerekkorában, de nem tudja a jelentőségét. A válaszokért elutaznak a száműzött vámpír történész, Andreas Tanishoz. Ott megtudják, hogy nem Viktor volt az első vámpír hanem Alexander Corvinusnak, az első halhatatlannak, a három fia közül az egyik. Markust egy denevér harapta meg és így ő lett az első vámpír; az ikertestvérét, Williamet, megharapta egy farkas és ő lett az első vérfarkas. A harmadik fiú emberi maradt és egész életében egy sor leszármazottat nemzett köztük Michaelt, aki az első hibrid vérfarkas-vámpír lett. A William által létrehozott vérfarkasok teljesen állatiasak voltak és nem voltak képtelenek újra emberi formát ölteni. William romboló természete miatt Markus Viktorhoz a haldokló hadúrhoz fordult segítségül, arra kérve őt biztosítson sereget William megfékezéséhez. Cserébe Markus halhatatlan vámpírokká tette Vikort és embereit.
Markusnak szándékában állt elfogni és megszelídíteni testvérét, de Viktor elrendelte, hogy bezárják örökre, távol Markustól. Viktor nem ölte meg a testvéreket, mert úgy gondolta, ezzel azt eredményezné, hogy azonnal kihalna minden más vámpír és a vérfarkas rabszolga. Tanis felfedte azt is, hogy Selene apja volt az az építész, aki megalkotta William börtönét, és a medál a építmény kulcsa. Lucian szökése után, Viktor megölte Selene családját, mert tudtak a börtön helyszínéről, Selene-t vámpírrá változtatta. Tanis elküldi Selenet és Michaelt Lorenz Macarohoz. Később Markus Tanis vérét kiszívva megtudja az igazságot Selene családi titkáról.
Selene és Michael elmennek Lorenzohoz aki valójában Alexander Corvinus. Ő felfedi, hogy életét annak szentelte, hogy távol tartsa a halandó világtól a vámpír-vérfarkas háborút, de nem segít a fia megölésében. Markus megérkezik és látszólag megöli Michaelt és megtudja hol van William börtöne azáltal, hogy ivott Selene véréből. Terve az, hogy Williammel együtt uralkodnak majd a világ felett. Selene iszik Corvinus véréből, így olyan erős lesz mint Marcus vagy Michael. Később Alexander felrobbantja magát és hajóját.
William kiszabadul és a "Takarítók" vérfarkasokká alakulnak, de Michael végül megöli őt. Selene pedig Marcusszal végez a helikopter rotorja segítségével. A lány ott látja, hogy a napfény már nem hat rá. Végül Selene elmondja, hogy fél az elkövetkező napoktól, mert a Vének halála miatt káosz közeleg, de ennek ellenére bizakodó.

## Szereplők
| Szerep             | Színész           | Magyar hang   |
| ------------------ | ----------------- | ------------- |
| Selene             | Kate Beckinsale   | Détár Enikő   |
| Michael Corvin     | Scott Speedman    | Csőre Gábor   |
| Markus Corvinus    | Tony Curran       | Epres Attila  |
| Amelia             | Görög Zita        | Görög Zita    |
| Soren              | Scott McElroy     |               |
| Andreas Tanis      | Steven Mackintosh | Rékasi Károly |
| William Corvinus   | Brian Steele      | -             |
| Erika              | Sophia Myles      | .             |
| Samuel             | John Mann         |               |
| Alexander Corvinus | Derek Jacobi      |               |

## Fogadtatás
A film nem kapott jó kritikát. A Rotten Tomatoes szerint 16%-os pozitív véleményt kapott. Néhány jelenet a filmből látható volt a Comic-Conon San Diegoban, 2005 júliusában. A nyitóhétvégén (január 20-22.) a bevétel 26,9 millió dollár volt, átlagban 8.388 dollár. mozinkként.
Az Underworld – Evolúciót a 2006. június 6-án adták ki DVD- és a Blu-ray lemezen.

## Előzmény és folytatás
A vérfarkas-vámpír háború (ami az első és második filmben látható) előzményeit az Underworld – A vérfarkasok lázadása film mutatja be. A Underworld: Az ébredés című negyedik részt 2012. január 20-án mutatták be a mozik.

## Zene
A filmzenét a Lakeshore Records által 2006. január 10-én jelentették meg.
Az album többek közt olyan előadók közreműködésével készült mint Chester Bennington a Linkin Park énekese, Danny Lohner a Nine Inch Nails-ból és még sokan mások.

### Az album dalai
1. The Undertaker – Puscifer (3:57)
2. Morning After – Dead by Sunrise (4:14)
3. Where Do I Stab Myself in the Ears (The Legion of Doom Remix) – Hawthorne Heights (3:58)
4. To the End – My Chemical Romance (3:12)
5. Vermillion pt. 2 – Slipknot (3:39)
6. Burn – Alkaline Trio (4:02)
7. The Last Sunrise – Aiden (3:55)
8. Bite To Break Skin – Senses Fail (4:08)
9. Her Portrait in Black – Atreyu (4:02)
10. Washing Away Me in the Tides – Trivium (3:47)
11. Eternal Battle – Mendozza (4:10)
12. Our Truth – Lacuna Coil (4:04)
13. Cat People (Putting Out Fire) – Gosling (5:01)
14. Why Are You Up – Bobby Gold (3:10)
15. Suicide – Meat Beat Manifesto (3:14)
16. HW2 – Cradle Of Filth (3:38)